# 올리고당 더 무비
"올리고당 더 무비"는 2017년에 개봉한 대한민국의 영화이다.

## 캐스팅
- 김남우 : 동근혁 역
- 이채담
- 지은서
- 김화연
- 라희
- 서은서
- 한세아
- 조유진
- 반민정
- 고원
- 조수현
- 문수아
- 정종우 : 태식 역
- 영건 : 상배 역
- 한시연